# Vodnyj stadion
Vodnyj Stadion in russo Во́дный стадио́н?, che letteralmente significa Stadio dell'acqua, è una stazione della Linea Zamoskvoreckaja, la linea 2 della Metropolitana di Mosca. Fu costruita nel 1964 secondo il tipico design a pilastri e a tre volte. I pilastri sono ricoperti in marmo blu e le mura sono ricoperte di piastrelle bianche con due strisce blu alla base. I due ingressi della stazione sono situati presso l'intersezione di Kronshtadtskij Bulvar e Golovinskoye Shosse. Gli architetti della stazione furono N. I. Demchinsky, Yu. A. Kolesnikova e M. F. Markovsky.
La fermata prende il nome dallo Stadio dell'Acqua, presso la Moscova; attualmente, lo stadio è in stato di abbandono.